# Isla San Juan Nepomuceno
Isla San Juan Nepomuceno är en ö i Mexiko. Den ligger norr om halvön Península San Juan Nepomuceno och tillhör kommunen La Paz på ostkusten i  delstaten Baja California Sur, i den västra delen av landet. Arean är 1,30 kvadratkilometer.